# Végegyháza
Végegyháza là một thị trấn thuộc hạt Békés, Hungary. Thị trấn này có diện tích 28,94 km², dân số năm 2010 là 1390 người, mật độ 48 người/km².